# Guard Dog
Guard Dog ist ein US-amerikanischer animierter Kurzfilm von Bill Plympton aus dem Jahr 2004.

## Handlung
Ein Hund geht mit seinem Herrchen Gassi im Park. Das fröhliche Laufen wird unterbrochen, als der Hund ein Mädchen mit einem Springseil sieht. Er stellt sich vor, wie sein Herrchen mit dem Seil springt und dabei sein Kopf abgetrennt wird, und verbellt das Mädchen. Ein Eichhörnchen wird verbellt, weil der Hund in ihm einen potenziellen Mörder seines Herrchens sieht und das Nest eines Vogels wird ein mögliches, tödliches Wurfgeschoss, sodass der Vogel in die Flucht geschlagen wird. Ein Grashüpfer bohrt sich in der Phantasie des Hundes in Herrchens Kopf, ein Maulwurf gräbt eine Grube, in der er einen Stier platziert, um das als Ronald McDonald verkleidete Herrchen zu töten. Ein Schmetterling wird zum gefährlichen Menschenhäcksler und eine Blume entpuppt sich als potenziell tödliche Schlingpflanze.
Der Hund verbellt bald alles und jeden, eilt eifrig hin und her und stranguliert Herrchen am Ende so mit der Hundleine. Schließlich schleift der Hund seinen leblosen Halter an der Leine nach Hause.

## Produktion
Guard Dog basiert auf handgezeichneten Figuren und Hintergründen, die Plympton scannte und am Computer animierte. Sämtliche Zeichnungen waren nach zwei Wochen fertiggestellt.
Der Film enthält die Musikstücke Underwater Terror von Hank Bones, Prom Queen von Maureen McElheron und Hank Bones sowie Home von Maureen McElheron.
Guard Dog erfuhr 2006 im Kurztrickfilm Guide Dog seine erste Fortsetzung. Der Hund war zudem in Plymptons Filmen Hot Dog (2008) und Horn Dog (2009) zu sehen. Plympton selbst schätzte den Hund als seine „neue Micky Maus“ ein.

## Auszeichnungen
Auf dem Toronto World of Comedy International Film Festival wurde Guard Dog 2005 als Bester animierter Kurzfilm ausgezeichnet.
Guard Dog wurde 2005 für einen Oscar in der Kategorie „Bester animierter Kurzfilm“ nominiert, konnte sich jedoch nicht gegen Ryan durchsetzen.